# شهرام ایرانی
شهرام ایرانی (زادهٔ ۱۳۴۶) دریادار ارتش جمهوری اسلامی ایران است، که هم‌اکنون به‌عنوان فرمانده نیروی دریایی ارتش جمهوری اسلامی ایران فعالیت می‌کند.
او اولین فرد از پدر و مادری کُرد و اهل سنت است که در تاریخ جمهوری اسلامی، به یک پست نظامی عالی‌رتبه ارتقاء یافته است.

## زندگی‌نامه
شهرام ایرانی در سال ۱۳۴۶ در شهر سنندج زاده شد. او در سال ۱۳۶۴ وارد دانشگاه علوم و فنون دریایی امام خمینی نوشهر شد و پس از فارغ‌التحصیلی در رشته ناوبری و فرماندهی کشتی از این دانشگاه، فرماندهی انواع یگان‌های شناور سطحی کلاس سبک و سنگین از جمله؛ ناوچه‌های توپدار، ناوهای موشک انداز، ناوهای پشتیبانی و نیروبر، ناوشکن‌های کلاس الوند و ناو بالگردبر جمهوری اسلامی ایران خارگ را برعهده گرفت.
او همچنین فرماندهی برخی از مهم‌ترین ماموریت‌های ناوگروه‌های ارتش از جمله مأموریت عبور از کانال سوئز در سال ۱۳۹۱ و عملیات متعدد امداد و نجات دریایی را نیز برعهده داشته است. وی عضویت در هیئت رئیسه و سخنگویی چندین رزمایش مهم نیروی دریایی و مشترک ارتش از جمله سخنگویی رزمایش مشترک ذوالفقار ۹۹ ارتش را در کارنامه دارد.

## مسئولیت‌ها
- رئیس عملیات منطقه یکم دریایی ارتش
- رئیس ستاد منطقه یکم دریایی
- جانشین فرمانده منطقه یکم دریایی
- جانشین معاون عملیات نیروی دریایی ارتش
- معاون آموزش نیروی دریایی
- جانشین معاون آموزش ارتش جمهوری اسلامی ایران
- فرمانده نیروی دریایی ارتش ایران[۱۲]

## واکنش‌ها به انتصاب
پس از انتصاب شهرام ایرانی به سمت فرمانده نیروی دریایی ارتش، واکنش‌های گسترده‌ای توسط صاحب‌منصبان و جامعه اهل سنت ایران صورت گرفت؛ سید عباس صالحی وزیر ارشاد با استقبال از این انتصاب گفت: «رهبری یکی از گره‌های کور حکمرانی در کشور را گشودند».
همچنین ماموستا فائق رستمی نماینده مجلس خبرگان رهبری از استان کردستان، انتصاب دریادار «شهرام ایرانی» را مایه خوشحالی اهل سنت به ویژه مردم کردستان و سنندج عنوان کرد.
محسن فتحی رئیس مجمع نمایندگان کردستان دربارهٔ انتصاب شهرام ایرانی گفت: «انتصاب دریادار ایرانی نشانه اعتماد به اهل سنت در سطح ملی است».
علی مطهری نماینده سابق مجلس شورای اسلامی با انتشار توییتی، انتصاب شهرام ایرانی را نشانه وحدت اسلامی دانست.

## جایزه‌ها و نشان‌های افتخار
این بخش شامل نشان‌ها و جایزه‌های رسمی شهرام ایرانی است، که بر روی لباس همسان او نصب می‌شود، ولی جایزه‌های غیرنظامی و غیررسمی را در برنخواهد داشت.

### آرم‌ها
| آرم‌های سینه           |                |
| رزم سطحی نیروی دریایی | هیئت معارف جنگ |
| آجا                   |                |

| آرم‌های بازو |
| نداجا       |

### نوار نشان‌ها
|  |  |  |
|  |  |  |
|  |  |  |
|  |  |  |

### نام نشان‌ها
| نشان دانش              | نشان ورزش              |              |
| نشان لیاقت             | نشان جهاد              |              |
| دوره عالی              | دوره کارشناسی ارشد     | نشان ایثار   |
| دوره سوم دانشگاه افسری | دوره دوم دانشگاه افسری | دوره مقدماتی |